# Abdessamad Bounoua
Abdessamad Bounoua (en arabe : عبد الصمد بونوة, en tifinagh : ⴰⴱⴷⴻⵙⵙⴰⵎⴰⴷ ⴱⵓⵏⵓⴰ), né le 24 avril 1991 à Sidi Bel Abbès, est un footballeur algérien jouant au poste de milieu central.

## Carrière

### En clubs
Avec son club formateur de l'USM Bel-Abbès, en huit saisons, Abdessamad Bounoua joue un total de 197 matchs, inscrivant sept buts. Il gagne le championnat de D2 algérienne en 2014, avec l'USMBA, en plus de gagner la Coupe d'Algérie 2017-2018 et la Supercoupe d'Algérie 2018. Il participe à la Coupe de la confédération 2018-2019, avec l'USM Bel-Abbès. Son équipe se fait éliminer au premier tour par le club nigérian d'Enugu Rangers, après avoir éliminé au tour préliminaire le LISCR FC du Liberia.
En juin 2019, il rejoint la JS Kabylie.
Il participe à la Ligue des champions de la CAF 2019-2020 et à la Coupe de la confédération 2020-2021, avec la JSK. Il joue huit matchs en Ligue des champions atteignant les phases de groupe et deux matchs en Coupe de la confédération.
Il quitte la JS Kabylie, en mars 2021, pour aller jouer au MC Oran.
Il quitte le MCO, en juin 2022.
En février 2023, il signe, à Al-Sadd FC, en troisième division saoudienne.
En août 2023, il signe, en D2 algérienne, à l'Olympique Akbou.

## Palmarès

### En clubs
USM Bel-Abbès
- Coupe d'Algérie (1) :
  - Vainqueur : 2017-18.

- Supercoupe d'Algérie (1) :
  - Vainqueur : 2018.

- Championnat d'Algérie D2 (1) :
  - Vainqueur : 2014.

 Olympique Akbou
- Championnat d'Algérie D2 (1) :
  - Vainqueur : 2024 (groupe Centre-Est).